# Bunaeopsis schonheiti
Bunaeopsis schonheiti är en fjärilsart som beskrevs av Wichgraf 1906. Bunaeopsis schonheiti ingår i släktet Bunaeopsis och familjen påfågelsspinnare. Inga underarter finns listade i Catalogue of Life.